# Радість життя
Радість життя (кит. трад. 慶餘年, спр. 庆余年, піньїнь: Qìng Yúnián, акад. Цінь Юйнянь), також відомий як Вдячний за роки, що залишилися, — це китайський телесеріал 2019 року, заснований на романі «Цін Юйнянь» (庆余年) автора Мао Ні. У головних ролях Чжан Жоюнь, Лі Цінь і Чень Даомін. Прем'єра серіалу відбулася на Tencent Video та iQiyi 26 листопада 2019 року. Серіал отримав велику кількість переглядів та переважно позитивні відгуки, а також дві нагороди на Шанхайському телевізійному фестивалі.  
Типова на перший погляд історія попаданця ховає у собі безліч сюжетних поворотів та політичних інтриг. 
Рефреном через весь серіал проходить тема класичного роману «Сон у червоному теремі». 
У травні 2024 року був випущений довгоочікуваний 2 сезон серіалу, а також сценаристом Ван Цзю Анем був анонсований випуск 3-го сезона. 

## Сюжет
Фань Сянь народився в стародавній імперії Південна Цін зі спогадами 21 століття. Він живе в сільському містечку як позашлюбний син міністра фінансів, якого виховує бабуся. Його мати, Є Цінмей, колись була відомою винахідницею та засновницею Відділу нагляду, шпигунської мережі країни, але була вбита  після народження її сина. Відтоді Фань Сяня захищає сліпий майстер бойових мистецтв У Чжу, охоронець його матері. Він вивчає бойові мистецтва та стає знавцем отрут та ліків. При цьому йому стають в пригоді знання-спогади з минулого життя у 21 столітті. Після спроби вбивства він вирішує вирушити до столиці, щоб дізнатися більше про свою таємничу матір і про те, чому хтось хоче вбити його — на перший погляд, зовсім неважливу людину.
У столиці він випадково зустрічає Лінь Ван'ер, хворобливу позашлюбну доньку Старшої Принцеси, і закохується в неї. Старша Принцеса відповідає за Королівську скарбницю, інститут, який створила мати Фань Сяня. Проте мати Лін Ван'ер не розділяє плани Імператора по передачі Скарбниці молодому поколінню та міцно тримається за свій скарб. Крім пазурів Старшої Принцеси, Фань Сяню доведеться виживати в нетрях інтриги Імператора та двох Принців, а також таємничого і небезпечного Відділу нагляду.

## Актори та персонажі

### Головні герої
| Актор                                       | Персонаж               | Характеристика |
| ------------------------------------------- | ---------------------- | --- |
| Чжан Жоюнь Хан Хаолінь як молодий Фань Сянь | Фань Сіань / Фань Шень | Прийомний син Фань Цзянь. Він досить досвідчений у бойових мистецтвах і має спогади з 21-го століття, що дозволяє йому використовувати ці знання на свою користь. Наречений Лінь Ван'ер. |
| Лі Цінь                                     | Лінь Ван'ер            | Позашлюбна донька Лінь Жофу і Старшої Принцеси. Наречена Фань Сіань. Вона хвора на туберкульоз.                                                                                          |
| Чень Даомін                                 | Імператор              | Правитель Південної Цін. |

### Імперія Південна Цін

##### Імператорський палац
| Актор         | Персонаж             | Характеристика |
| ------------- | -------------------- | --- |
| Чжен Юйчжи    | Імператриця-вдова    | Мати Імператора, старшої принцеси Лі Юньжуй і принца Цзін. Євнух Хун - її особистий охоронець.                                                        |
| Чжан Хаовей   | Лі Ченцянь           | Наслідний Принц Цін (третій принц за порядком народження)                                                                                             |
| Лю Дуаньдуань | Лі Ченцзе            | Другий Принц Цін. Він виглядає невимушеним, але всередині він розважливий і приховує свою справжню сутність.                                          |
| Лі Сяожань    | Лі Юньжуй            | Старша принцеса і мати Лінь Ван'ер. Вона контролює Королівську скарбницю, яка має бути передана чоловіку Лінь Ван'ер.                                 |
| Лю Жуньнань   | Лі Хунчен            | Син Принца Цзін. Близький друг і союзник Другого Принца.                                                                                              |
| Цяо Хун       | Талановита леді Нін  | Мати Першого Принца. Народилася в Японії, тому її чужоземна кров не дає сину стати спадкоємцем пристолу.                                              |
| Лінь Цзін     | Шляхетний дружина Шу | Мати Другого Принца. |
| Ден Тунтянь   | Наложниця Ї          | Кузина Лю Жуюй; мати ще малого Третього Принца. |
| Юань Цюань    | Є Цінмей             | Рідна мати Фань Сянь і колишня кохана імператора. Її винаходи зробили королівську родину заможною. Заснувала Королівську скарбницю та Відділ нагляду. |

##### Імператорський двір
| Актор         | характер       | Характеристика |
| ------------- | -------------- | --- |
| Ю Ян          | Лінь Жофу      | Прем'єр-міністр Цін. Батько Лінь Ван'ер, Лінь Дабао та Лінь Гун.                                                     |
| Гао Шугуан    | Фань Цзянь     | Міністр фінансів. Батько Фань Жожо, Фань Сичже та Фань Сяня.                                                         |
| Чан Чен       | Го Ючжі        | Міністр ритуалів. Батько Го Баокуня.                                                                                 |
| Лі Цзяньї     | Мей Чжилі      | Столичний префект. Він виступає суддею в цивільному суді.                                                            |
| Лі Цзифен     | Янь Сяої       | Командувач палацової гвардії. Єдиний існуючий майстер єдиноборств 9-го рівня зі стрільби. Відданий Старшій принцесі. |
| Цуй Пен       | Гун Дянь       | Віце-командувач палацової гвардії та охоронець імператора. Майстер єдиноборств 8-го рівня.                           |
| Цуй Чжиган    | Євнух Хоу      | Головний євнух імператора                                                                                            |
| Ду Юмін       | Євнух Хун Сику | Головний євнух вдовуючої імператриці. Вважається одним із чотирьох Великих Майстрів.                                 |
| Чжао Жень Тін | Сє Бянь        | Охоронець Другого Принца. Майстер бойових мистецтв, головна зброя - меч.                                             |

##### Відділ нагляду
| Актор     | Персонаж      | Характеристика |
| --------- | ------------- | --- |
| У Ган     | Чень Пінпін   | Безжальний і проникливий керівник Відділу нагляду, слідчого агентства, яке стежить за усіма гілками влади. Він вважається другою найвпливовішою людиною в Південній Цін.                                                  |
| Хай Їтянь | Чжу Ге        | Начальник 1-го бюро Відділу нагляду, що відповідає за нагляд за столицею. |
| Лю Хуа    | Фей Цзє       | Начальник 3-го бюро Відділу нагляду, що спеціалізується на отрутах. Перший вчитель Фань Сяня. Майстер отрут і медицини.                                                                                                   |
| Лі Цян    | Ян Жохай      | Начальник 4-го бюро Відділу нагляду, який відповідає за все, що відбувається за межами столиці та фактично голова розвідки.                                                                                               |
| Сяо Чжань | Янь Бін'юнь   | Син Яна Жохая. Його призначають головою мережі розвідки у Північну Ці. |
| Ван Їфу   | Їн Цзі (Тінь) | Начальник 6-го бюро Відділу нагляду, відділу вбивств. Відомий як Лорд Тінь, ніхто ніколи не бачив його обличчя, яке завжди сховане за маскою. Майстр бойових мистецтв і, за словами Чень Пінпіна, може сам знищити армію. |
| Тянь Юй   | Ван Цінянь    | Нотаріус 1-го бюро. Любить гроші і боїться своєї жінки. |

##### Родина Фань та Тен
| Актор       | Персонаж        | Характеристика |
| ----------- | --------------- | --- |
| Цао Цуйфень | Мати Фань Цзянь | Бабуся Фань Сяня, Фань Жож, Фань Сичже. Вона живе в Даньчжоу і виростила Фань Сіаня.                                     |
| Чжао Ке     | Лю Жуюй         | Друга дружина Фань Цзяня і мати Фань Сичже                                                                               |
| Сун Ї       | Фань Жожо       | Дочка Фань Цзяня, молодша сестра Фань Сяня та старша сестра Фань Сичже. Відомо, що вона найталановитіша дівчина столиці. |
| Го Цілінь   | Фань Сичже      | Син Фань Цзяня з Лю Жоюй. Обожнює гроші.                                                                                 |
| Ван Ян      | Тен Цзицзін     | Спочатку член 4-го бюро Відділу нагляду, пізніше близький друг і охоронець Фань Сяня. Майстер єдиноборств 7 рівня.       |
| Хань Юаньці |                 | Син Тен Цзицзіна. |

##### Інші персонажі
| Актор        | Персонаж   | Характеристика                                                                                   |
| ------------ | ---------- | ------------------------------------------------------------------------------------------------ |
| Тун Менши    | У Шу       | Сліпий майстр мистецтв і вірний слуга Є Цінмей. Він служить Фань Сяню за проханням його матері.  |
| Кан Цзє      | Лінь Гун   | Другий син Лінь Жофу і старший брат Лінь Ван'ер.                                                 |
|              | Лінь Дабао | Старший син Лінь Жофу. У молодості він переніс хворобу, яка вплинула на його розумовий розвиток. |
| Цзя Цзінхуей | Го Баокунь | Син Го Ючжі. Друг Наслідного Принца.                                                             |
| Хань Цзюно   | Є Лін'ер   | Подруга Лінь Ван'ер та дочка голови гарнізону.                                                   |
| Лі Шень      | Гао Да     | Охоронець, який супроводжує Фань Сіань до Північної Ці.                                          |
|              | Си Гуцзянь | Один з чотирьох Великих Майстрів. Мешкає в Дун'ї.                                                |

### Імперія Північна Ці
| Актор       | Персонаж          | Характеристика |
| ----------- | ----------------- | --- |
| Лян Айці    | Імператриця-вдова | Імператриця-вдова Північної Ці, мати Імператора |
| Лю Мейтун   | Чжань Дуду        | Імператор Північної Ці. |
| Лі Чунь     | Си Лілі           | Шпигун з Північної Ці, що потрапила в Південну Цін. |
| Юй Сяовей   | Шень Чжун         | Командир гвардії Цзіньївей. |
| Сінь Чжилей | Хайтан Додо       | Благословенна Діва Північної Ці. Майстер бойових мистецтв 9-го рівня та наймолодший учень Ку Хе.                                                                      |
| Юй Жунгуан  | Сяо Ень           | Молодший брат Чжуан Моханя. Колишній начальник розвідки Північної Ці. Відділ нагляду захоплює та кидає його до в’язниці більш ніж за десять років до початку історії. |
| Сунь Їму    | Лан Тао           | Найстарший учень Ку Хе. Один із найсильніших майстрів єдиноборств у світі.                                                                                            |
| Хе Цзимін   | Шан Шань Ху       | Генерал Північной Ці. Прийомний син Сяо Еня. |
| Го Цзя Но   | Хе Даожень        | Майстер мечів Північної Ці, учень Си Гуцзяня та майстер бойових мистецтв 9-го рівня.                                                                                  |
|             | Ку Хе             | Дядько імператора Північної Ці. Один з чотирьох Великих Майстрів. Хоче смерті Сяо Еня.                                                                                |

## Оригінальні звукові доріжки

### Материковий Китай
| #  | Назва                                                | Автор слів | Автор музики | Виконавець | Тривалість |
| -- | ---------------------------------------------------- | ---------- | ------------ | ---------- | ---------- |
| 1. | «One Life One Thought (一念一生)» (Пісня на початку) | Лі Цзянь   | Лі Цзянь     | Лі Цзянь   | 04:36      |
| 2. | «Remaining Years (余年)» (Пісня в кінці)             | Лу Цзін'я  | Чень Шимей   | Сяо Чжань  | 04:25      |

### Гонконг
| #  | Назва                                             | Автор слів         | Автор музики      | Виконавець | Тривалість |
| -- | ------------------------------------------------- | ------------------ | ----------------- | ---------- | ---------- |
| 1. | «The Coldest Day (最冷的一天)» (Пісня на початку) | Сенді Чан (張美賢) | Алан Чун (張家誠) | Браян Це   | 03:29      |

### Республіка Китай
| #  | Назва                                       | Автор слів            | Автор музики          | Виконавець | Тривалість |
| -- | ------------------------------------------- | --------------------- | --------------------- | ---------- | ---------- |
| 1. | «Anything Goes (皆可)» (Пісня на початку)   | Сяосє Лань (藍小邪)   | Теренс Лам            | Хебе Тєнь  | 04:26      |
| 2. | «One, after Another (一一)» (Пісня в кінці) | Radio Mars (火星電台) | Radio Mars (火星電台) | Хебе Тєнь  | 04:10      |

## Сприйняття
Драма отримала схвальні відгуки за вмілу адаптацію оригінального роману, комедійні елементи та логічний хід історії. Серіал отримав позитивні відгуки за  операторську роботу, акторську гру, спецефекти та бойові сцени; а також динамічний  і цікавий сюжет. Понад 13 мільярдів переглядів відео на платформах Tencent Video та iQiyi, рейтинг Douban становить 8 із 10 зірок. На сайті Viki серіал має рейтинг 9,6 з 10 за результатами відгуків більше ніж 5000 користувачів, станом на 2021 році. Рейтинг IMDb - 8,1 на основі понад 1000 оцінок.

## Нагороди та номінації
| Рік  | Нагорода                                   | Категорія                      | Отримувач       | Результат | Примітки     |
| ---- | ------------------------------------------ | ------------------------------ | --------------- | --------- | ------------ |
| 2020 | Рейтинг рольових моделей ТБ та Кіно 2019   | Популярний вебсеріал           | «Радість життя» | Перемога  | [ 17 ]       |
| 2020 | Церемонія нагороди китайської літератури   | IP адаптована драма року       | «Радість життя» | Перемога  | [ 18 ]       |
| 2020 | 26-ий Шанхайському телевізійному фестивалі | Найкращий телевізийний серіал  | «Радість життя» | Номінація | [ 19 ] [ 6 ] |
| 2020 | 26-ий Шанхайському телевізійному фестивалі | Найкраща режисерська робота    | Сунь Хао        | Номінація | [ 19 ] [ 6 ] |
| 2020 | 26-ий Шанхайському телевізійному фестивалі | Найкращий адаптований сценарій | Ван Цзюань      | Перемога  | [ 19 ] [ 6 ] |
| 2020 | 26-ий Шанхайському телевізійному фестивалі | Найкращий актор                | Чжан Жоюнь      | Номінація | [ 19 ] [ 6 ] |
| 2020 | 26-ий Шанхайському телевізійному фестивалі | Найкращий другорядний актор    | Чень Даомін     | Номінація | [ 19 ] [ 6 ] |
| 2020 | 26-ий Шанхайському телевізійному фестивалі | Найкращий другорядний актор    | Тянь Юй         | Перемога  | [ 19 ] [ 6 ] |

## Міжнародний показ
| Регіон         | Мережа   | Дати | Замітки                  |
| -------------- | -------- | --- | ------------------------ |
| Гонконг, Макао | TVB Jade | 2 березня 2020 - 18 квітня 2020 (З понеділка по п'ятницю о 21:30) та 21 березня (Субота о 20:30, серії виходили одна за одною) | Дубляж кантонською мовою |
| Малайзія       | 8TV      | 15 травня 2020 - (З понеділка по п'ятницю о 20:30)                                                                             | Мовою оригіналу          |